# Stelzenpalmen
Die Stelzenpalmen (Socratea) bilden eine Pflanzengattung in der Familie der Palmengewächse (Arecaceae). Die etwa fünf Arten sind in der Neotropis von Zentral- bis Südamerika verbreitet.

## Beschreibung

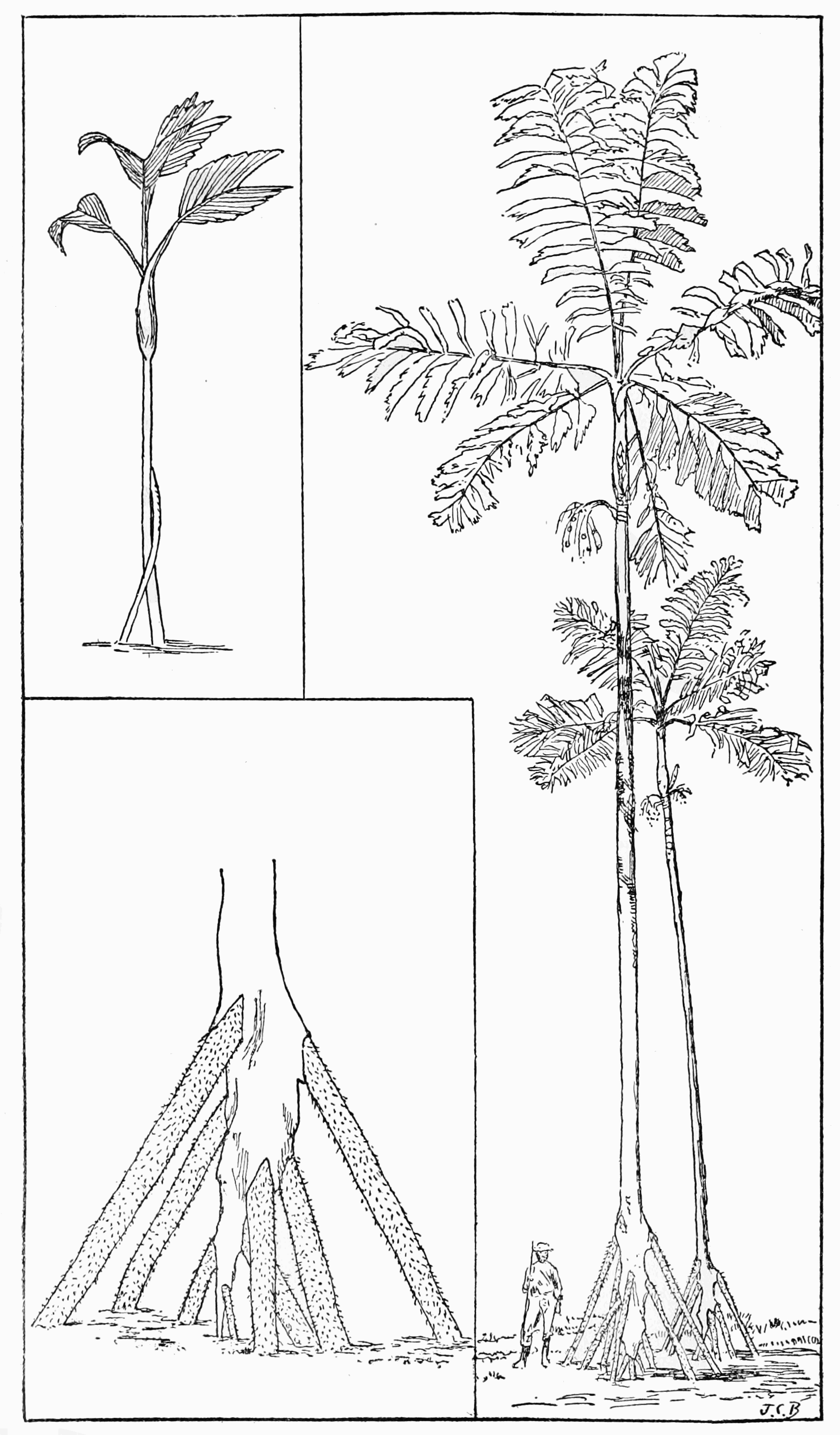
Illustration von Socratea exorrhiza

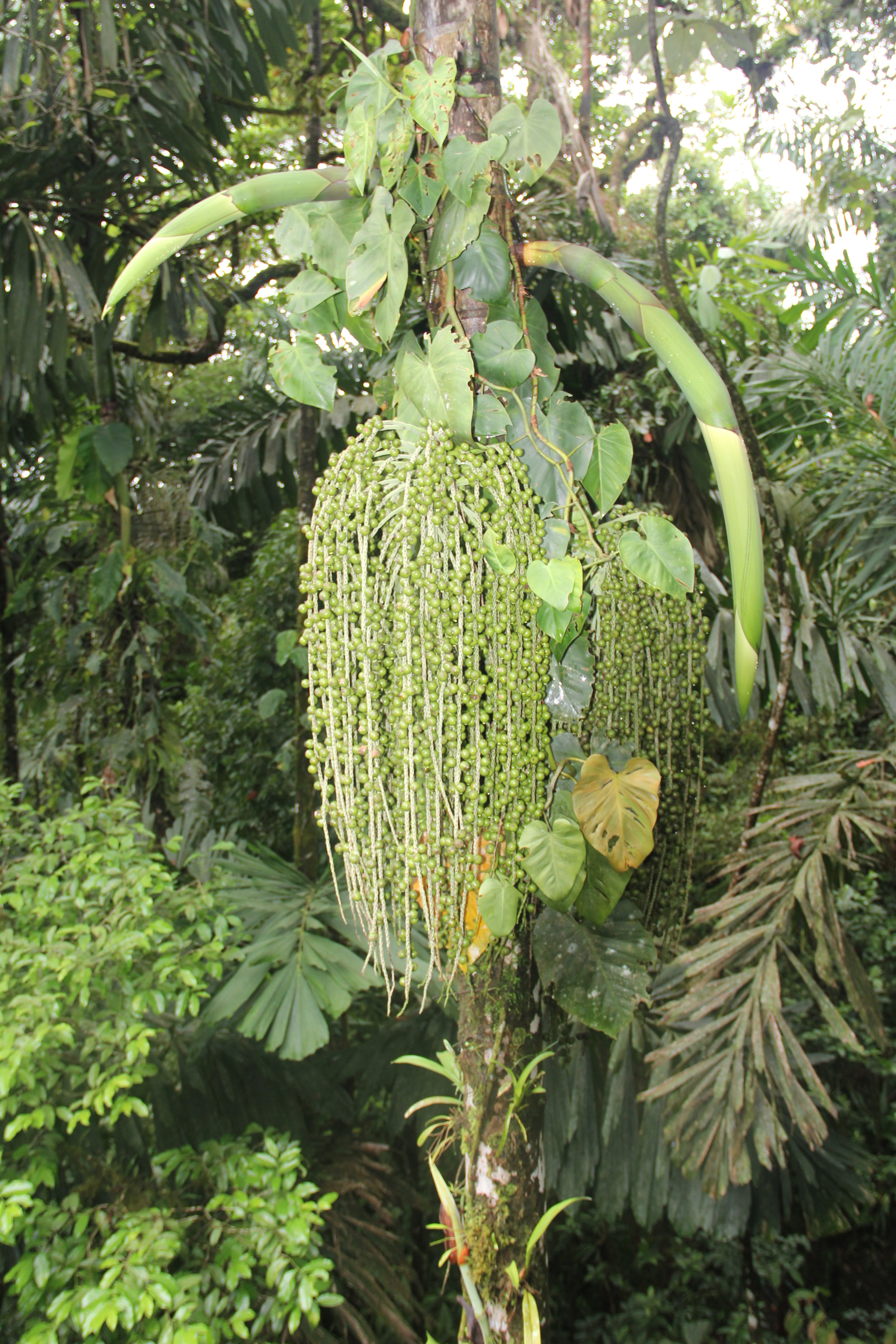
Knospige Blütenstände und Fruchtstände von Socratea exorrhiza

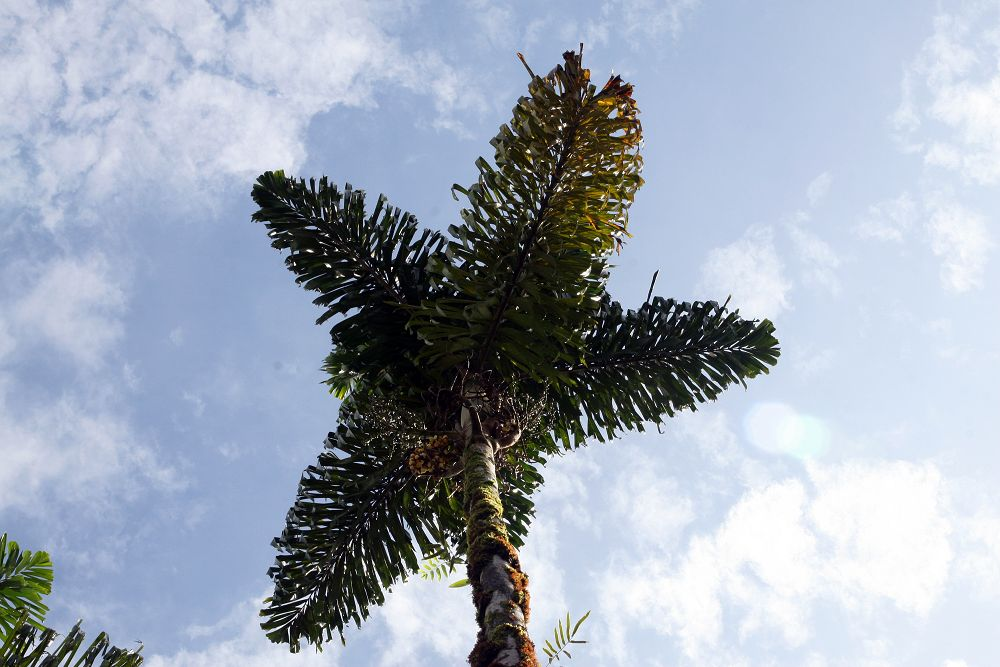
Socratea exorrhiza

Die Stämme der Stelzenpalmen sind hochgewachsen, grau, einzeln stehend oder selten in Gruppen (Cluster). Gestützt werden sie von einem offenen Konus stelzenartiger, stacheliger, brauner Wurzeln. Die Gattung der Stelzenpalmen ist unmittelbar an den Wurzeln erkennbar, bei den anderen Iriarteeae Gattungen stehen die Stelzwurzeln viel dichter zusammen, so dass der Wurzelkonus nicht durchschaubar ist.
Die Blattscheiden der vier bis sieben gefiederten Palmwedel formen einen deutlichen Kronschaft. Die an den Spitzen gezackten Blättchen sind längsweise (mit Ausnahme von Socratea salazarii) segmentiert. Die Segmente separieren sich und verleihen den Blättchen ein nelkenartiges Erscheinungsbild. Die Spitzen der Segmente sind oft hängend, für manche Arten ist dies charakteristisch.

## Systematik
Die Gattung Socratea wurde 1856 durch Gustav Karl Wilhelm Hermann Karsten in Linnaea; Ein Journal für die Botanik in ihrem ganzen Umfange Band 28 Seite 263 aufgestellt. Der wissenschaftliche Gattungsname Socratea bezieht sich auf den Philosophen Sokrates (469 v. Chr. – 399 v. Chr.) Ein Synonym für Socratea H.Karst. ist Metasocratea Dugand.
Es sind fünf Socratea-Arten beschrieben:
- Socratea exorrhiza (Mart.) H.Wendl.: Wohl die bekannteste Art der Gattung; ihre Verbreitung reicht vom südöstlichen Nicaragua bis Brasilien.[1]
- Socratea hecatonandra (Dugand) R.Bernal: Die Heimat ist das westliche Kolumbien und das nordwestliche Ecuador.[1]
- Socratea karstenii F.W.Stauffer & Balslev: Die 2012 erstbeschriebene Art kommt in Venezuela vor.[1]
- Socratea rostrata Burret (Syn.: Socratea montana R.Bernal & A.Henderson): Die Heimat ist Kolumbien, Ecuador und das nördliche Peru.[1]
- Socratea salazarii H.E.Moore: Die Heimat ist Peru, das nördliche Bolivien und der brasilianische Bundesstaat Acre.[1]